# أندرو كورنيل روبنسون
أندرو كورنيل روبنسون (بالإنجليزية: Andrew Cornell Robinson)‏ هو فنان أمريكي، ولد في 1968 في نيوجيرسي في الولايات المتحدة.

## وصلات خارجية
- الموقع الرسمي